# Utansjö
Utansjö ist ein Ort (småort) in der schwedischen Provinz Västernorrlands län und in der historischen Provinz (landskap) Ångermanland.

## Lage
Utansjö gehört zur Gemeinde Härnösand. Der Ort liegt etwa 15 km Luftlinie nördlich des Zentrums der Provinzhauptstadt, zugleich Gemeindezentralort Härnösand, am Ufer des Sees Mortsjön und unweit des südwestlichen Mündungsarms des Ångermanälven in den Bottnischen Meerbusen der Ostsee. Vom Mortsjön fließt der Utansjöån zum Ångermanälven und überwindet auf der kurzen Strecke einen Höhenunterschied von gut 35 Meter.
Wenig nördlich von Utansjö überquert die Europastraße 4 mit der 1997 eröffneten Högakustenbron, der zweitlängsten Hängebrücke Skandinaviens nach Stützweite und zweithöchstem Bauwerk Schwedens, den Ångermanälven. Vor der Brücke zweigt die Reichsstraße 90 ab, die dem Ångermanälven aufwärts bis Meselefors an der Europastraße 45 (Inlandsvägen) im Süden Lapplands folgt. Utansjö liegt an der auf diesem Abschnitt 1893 eröffneten Eisenbahnstrecke Sundsvall – Långsele (Ådalsbanan), die als südliche Verlängerung der Botniabanan für Hochgeschwindigkeitsverkehr mit teils neuer Streckenführung ausgebaut wurde.

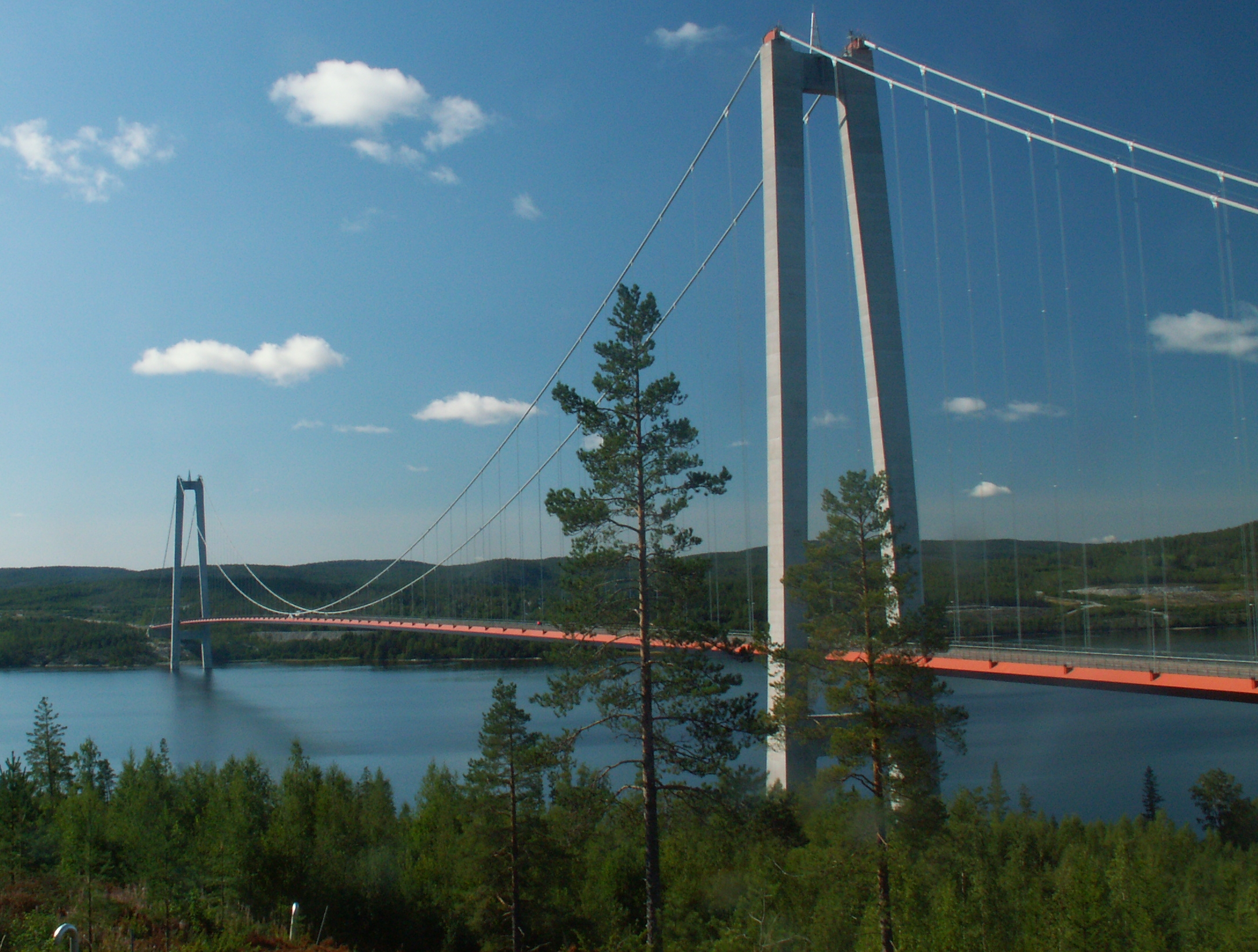
Högakustenbrücke
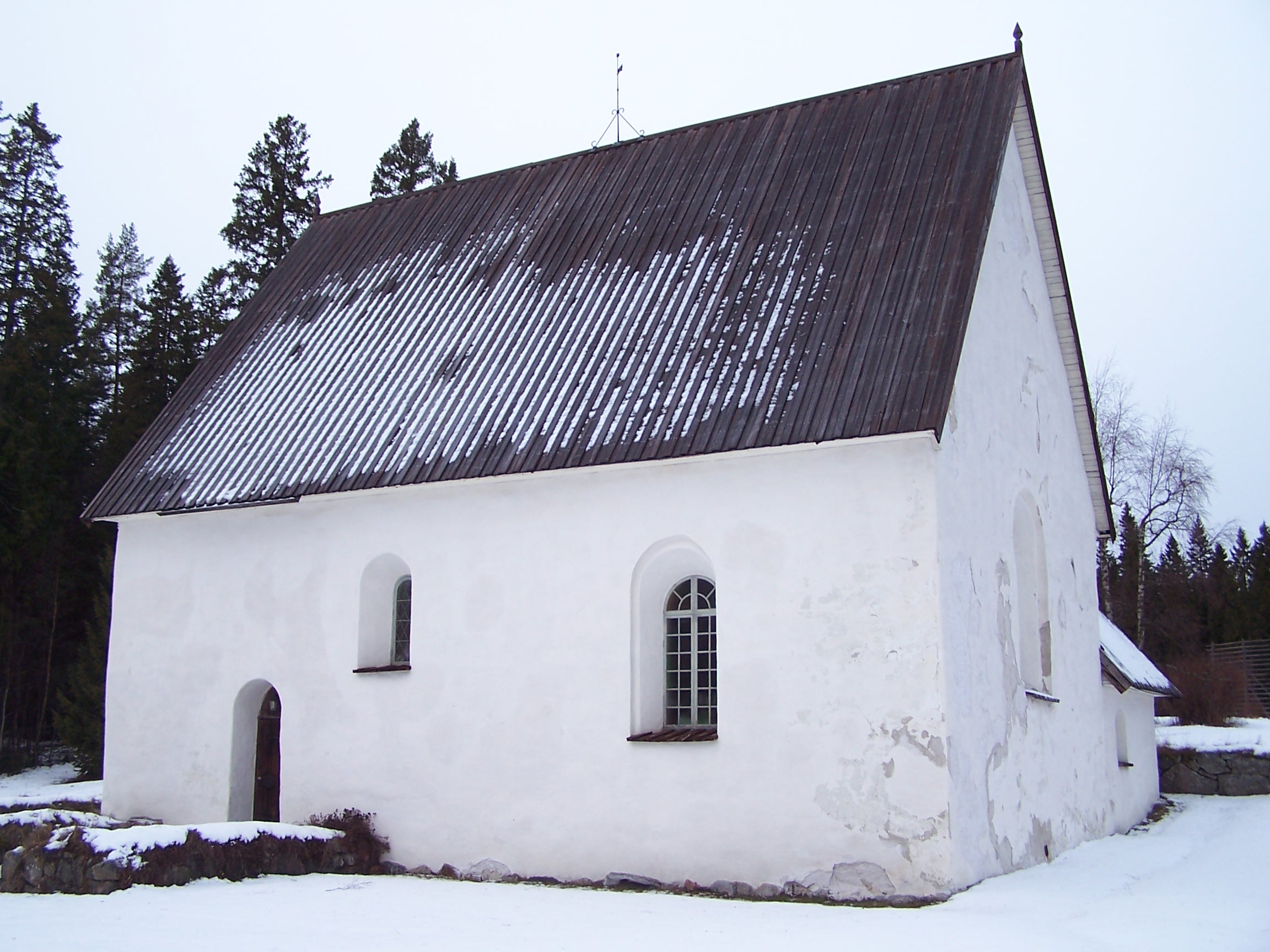
Alte Kirche Högsjö (14. Jahrhundert)
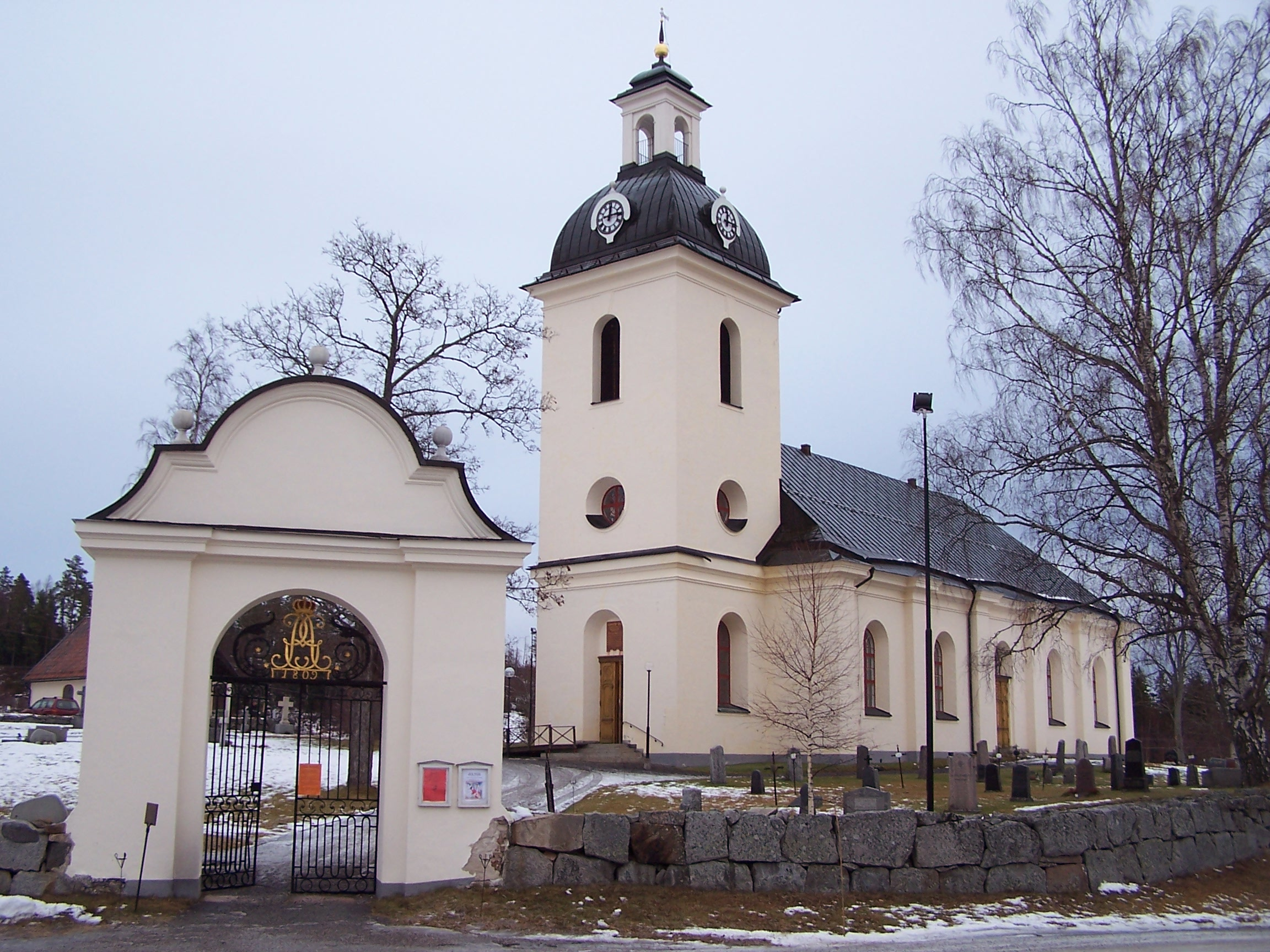
Neue Kirche Högsjö (1789)

## Geschichte
Utansjö wurde 1542 in einer Steuererhebung für das Ångermanland erwähnt. In Folge gehörte der Ort zur Kirchgemeinde Högsjö, deren im 14. Jahrhundert und 1789 erbaute Kirchen am jenseitigen nördlichen Ufer des Mortsjön zwei Kilometer von Utansjö entfernt liegen. 1738 nahm am Ufer des Ångermanälven ein Eisenwerk, Utansjö bruk, die Produktion auf, das bis 1878 in Betrieb war. Nach zwanzigjähriger Unterbrechung entstand an Stelle des Werkes 1898 eine Zellulosefabrik. Zugleich ging für deren Versorgung ein kleines Wasserkraftwerk mit einer Leistung von 250 kW in Betrieb, das die Energie des Utansjöån nutzte.
2008 schloss der letzte Besitzer, die Rottneros AB, die Fabrik. Die Einwohnerzahl des Ortes sank seit Mitte des 20. Jahrhunderts (1960 betrug sie 513) um etwa zwei Drittel. 2015 verlor Utansjö den früheren Status eines Tätort wegen des zu großen Abstands in der Wohnbebauung gemäß Tätortsdefinition; stattdessen wurden vom Statistiska centralbyrån zwei Småorter zu beiden Seiten des Utansjöån ausgewiesen. Das Gebiet östlich der Bahnstrecke und der Europastraße bis zum früheren Werk am Ufer des Ångermanälven gehört nicht mehr dazu.